# GiFT
giFT: Internet File Transfer ist ein modularer Daemon mit der Fähigkeit, die Kommunikation zwischen dem Benutzer bzw. der Benutzerschnittstelle und einzelnen Filesharing-Protokollen zu abstrahieren. Es steht als freie Software unter der GNU General Public License zur Verfügung.
Im Rahmen des giFT-Projektes werden genannter Daemon, eine Programmbibliothek für die Client- resp. Frontend-Entwicklung, und ein Netzwerk namens OpenFT entwickelt.
giFT wird in C entwickelt, wobei auf die Portabilität des Codes geachtet wird. Als Zielplattformen werden angegeben:
- Windows
- macOS
- GNU/Linux
- BSD
- AmigaOS

Ziel des Projektes ist es, GUI-Entwicklern die direkte Arbeit auf einer niedrigen Netzwerkprotokoll-Ebene abzunehmen, und Protokoll-Entwickler vom 'Kampf' mit User-Interface-Details zu entbinden.
giFT unterstützt keine Dateinamen, die Umlaute oder andere Sonderzeichen enthalten.

## Plug-ins
Im Moment existieren funktionierende Plug-ins für folgende Tauschbörsen/Protokolle:
- OpenFT (Hauseigenes Protokoll)
- Gnutella
- FastTrack (Kazaa)
- Ares Galaxy
- Turtle F2F – Instant Messenger TIM zur Privatisierung von Datenübermittlungen

## Clients
- Apollon – KDE, Open Source (GPL)
- FilePipe – Windows
- giFTcurs – Unix, offizielle Benutzeroberfläche
- giFToxic – Unix
- iSwipe – macOS
- KCeasy
- Poisoned – macOS
- XFactor – macOS, freie Software (GPL)
- Amigift